# Chalcides sexlineatus
Chalcides sexlineatus és una espècie de sauròpsid (rèptil) de la família Scincidae endèmica de l'illa de Gran Canària.
Espècie de gran variabilitat morfològica, dins d'un territori molt restringit.

## Distribució
Endemisme canari exclusiu de l'illa Gran Canària, emparentat amb les llises de les illes occidentals de l'arxipèlag, abundant en la major part de l'illa, arribant a densitats elevades en els barrancs del sud i en les humides llomes del nord de l'illa.
El seu rang altitudinal és molt ampli, des de poblacions costaneres associades a vegetació de tipus termòfil, fins als cims del centre de l'illa, on sobrepassa els 1.850 msnm.

## Amenaces
La seva atractiva coloració fa que sigui un animal cobejat per recol·lectors, la caça per animals introduïts.